# Wumaying (sockenhuvudort i Kina, Shanxi Sheng, lat 39,65, long 112,49)
Wumaying är en sockenhuvudort i Kina. Den ligger i provinsen Shanxi, i den norra delen av landet, omkring 200 kilometer norr om provinshuvudstaden Taiyuan. Antalet invånare är 2 455. Befolkningen består av 1 182 kvinnor och 1 273 män. Barn under 15 år utgör 11,0 %, vuxna 15-64 år 72 %, och äldre över 65 år 16,0 %.
Runt Wumaying är det ganska tätbefolkat, med 149 invånare per kvadratkilometer. Närmaste större samhälle är Yujing, 10,6 km öster om Wumaying. Trakten runt Wumaying består i huvudsak av gräsmarker.
Genomsnittlig årsnederbörd är 632 millimeter. Den regnigaste månaden är juli, med i genomsnitt 177 mm nederbörd, och den torraste är december, med 3 mm nederbörd.